# Santa Catarina do Fogo (Concelho)
Santa Catarina do Fogo ist ein Distrikt (concelho) auf der Insel Fogo im Süden der Kapverdischen Inseln. Der Hauptort des Distrikts ist Cova Figueira mit knapp 700 Einwohnern (2021).

## Geografie
Der Distrikt Santa Catarina do Fogo umfasst den zentralen und südöstlichen Teil der Insel Fogo. Der nordwestliche Teil des Distrikts liegt im Naturpark Fogo, der den Pico do Fogo und seinen Krater umfasst.

## Geschichte
Der Distrikt Santa Catarina do Fogo wurde 2005 gegründet, vor 2005 war er ein Teil des Distrikt São Filipe.

## Orte
- Achada Furna
- Achada Poio
- Baluarte
- Cabeça Fundão
- Chã das Caldeiras
- Cova Figueira
- Domingo Lobo
- Estância Roque
- Figueira Pavão
- Fonte Aleixo
- Mãe Joana
- Monte Vermelho
- Roçadas
- Tinteira

## Einwohner
| Jahr | Einwohner |
| ---- | --------- |
| 1990 | 04769     |
| 2010 | 05299     |
| 2021 | 04725     |